# Welf al VII-lea
Welf al VII-lea (n. 1135 – d. 12 septembrie 1167, Siena, Republica Siena⁠(d)), membru al Casei de Welf, a fost duce de Spoleto și margraf de Toscana din 1160 până la moarte.

## Biografie
Welf a fost singurul fiu al lui Welf al VI-lea și al soției sale Uta, fiica lui Godfrey de Calw, conte palatin al Rinului.
Tatăl său a moștenit posesiunile familiei din Suabia incluzând importantele ținuturi Altdorf și Ravensburg, pe care le-a dat fiului său, Welf al VII-lea, care s-a ocupat totuși cel mai mult de administrarea posesiunilor din Italia. În acest timp tatăl său, Welf al VI-lea, s-a aflat în Suabia. Cei doi Welfi au sprijinit alegerea lui Frederic I Barbarossa ca rege german. 
Welf al VII-lea l-a însoțit pe Frederic I Barbarossa în campaniile sale militare în Italia începând din 1154. În 1160 acesta i-a acordat titlurile de Duce de Spoleto și Margraf de Toscana. 
Între 1164 și 1166 Welf al VII-lea a participat la disputa dintre tatăl său și Ugo de Tübingen. Potrivit cronicii Historia Welforum (1167–1174), la Dieta de la Ulm din 8 martie 1166 Ugo de Tübingen „sub ochii împăratului și ai ducelui Welf cel Tânăr, s-a aruncat la picioarele lui [împăratului], dar nu a putut evita să fie legat și dus în închisoare”. Împăratul Frederic a tranșat disputa în favoarea Welfilor. De asemenea, Welf al VII-lea a participat la campania militară din 1167 în care malaria a devastat armata imperială și l-a forțat pe Frederic Barbarossa să se retragă dincolo de Alpi. 
Welf al VII-lea a fost una dintre victimele epidemiei de malarie și a murit în 1167 la Siena. A fost înmormântat în biserica Abației Steingaden din Bavaria, acolo unde ulterior a fost înmormântat și tatăl său.